# 해원 (영화)
해원(HAEWON)은 한국에서 제작된 구자환 감독의 2017년 다큐멘터리 영화이다. 김현선 등이 주연으로 출연하였다.

## 출연

### 주연
- 김현선

## 제작진
- 구성: 구자환
- 작곡: 김영진
- 작곡: 최진우
- 시각효과: 표임용
- 보조: 구본정
- 보조: 구소정
- 디지털색보정: 한재준
- 영문번역: 박영옥
- 번역: Doug Aabury